# Cabane des Vignettes
La Cabane des Vignettes è un rifugio situato nel comune di Evolène (Canton Vallese - Svizzera), in Val d'Herens, nelle Alpi Pennine, a 3.160 m s.l.m.

## Storia

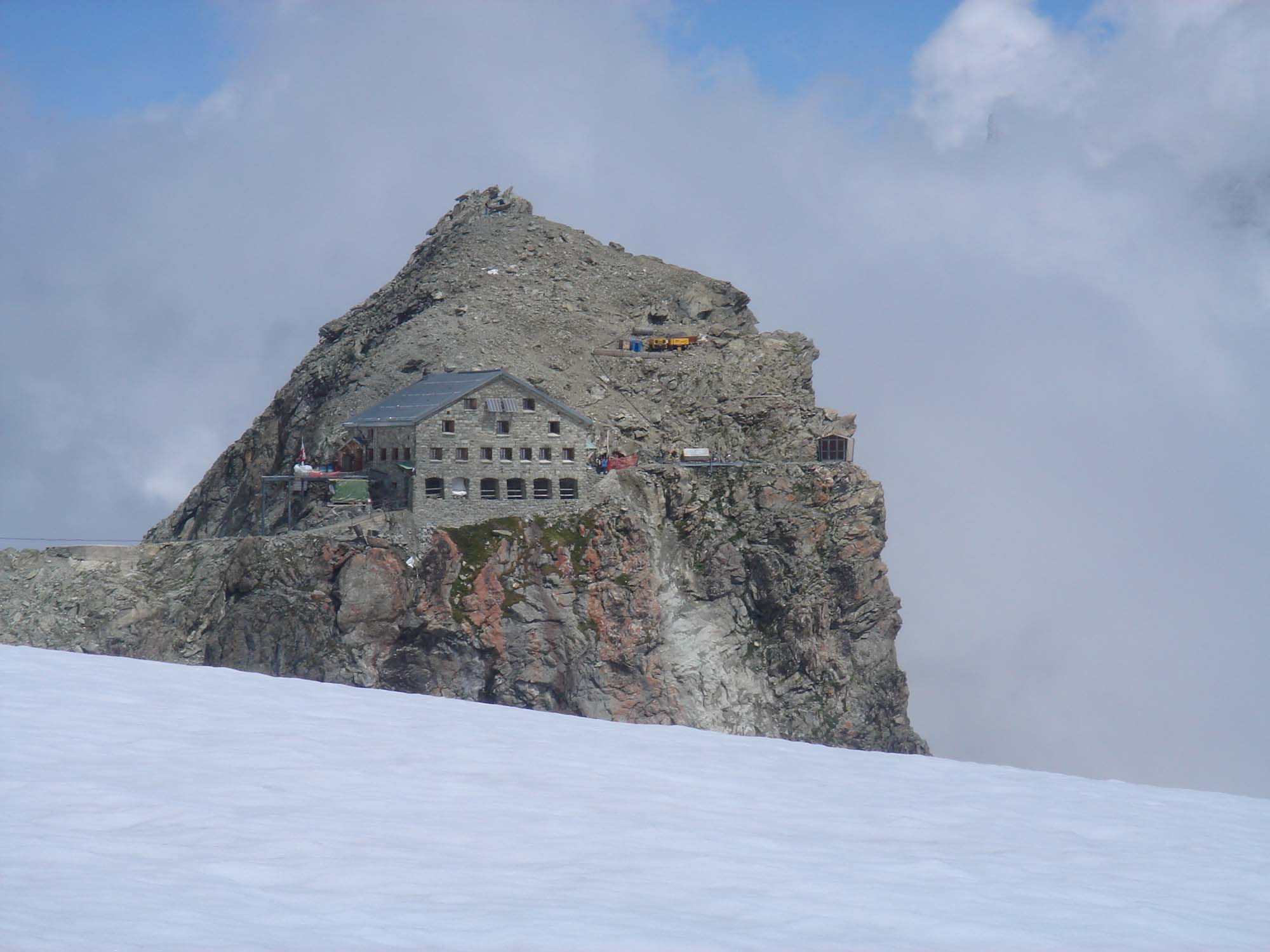
La capanna.

Nel 1924 fu costruito in zona un primo rifugio per iniziativa dell'alpinista Stuart Jenkins. La costruzione attuale risale al 1946.

## Caratteristiche e informazioni
Il rifugio può ospitare fino a 120 persone.
Si trova lungo l'Haute Route, percorso alpinistico che collega Chamonix con Zermatt.

## Accessi
Si può salire al rifugio partendo da Arolla e passando per il ghiacciaio de Pièce in circa tre ore e mezzo.

## Ascensioni
- Mont Blanc de Cheilon - 3.870 m
- Pigne d'Arolla - 3.796 m
- Evêque - 3.716 m
- Monte Collon - 3.637 m
- Aouille Tseuque - 3.554 m

## Traversate
- Cabane de Bertol - 3.311 m
- Cabane des Dix - 2.928 m
- Rifugio Nacamuli al Col Collon - 2.818 m
- Cabane de Chanrion - 2.462 m